# فرودگاه شهری آلتوونا
فرودگاه شهری آلتوونا (به انگلیسی: Altona Municipal Airport) یک فرودگاه همگانی است که یک باند فرود آسفالت دارد و طول باند آن ۹۹۰ متر است. این فرودگاه در کشور کانادا قرار دارد و در ارتفاع ۲۴۶ متری از سطح دریا واقع شده است.